# Polyrhachis relucens
Polyrhachis relucens är en myrart som först beskrevs av Pierre André Latreille 1802.  Polyrhachis relucens ingår i släktet Polyrhachis och familjen myror.

## Underarter
Arten delas in i följande underarter:
- P. r. breviorspinosa
- P. r. decipiens
- P. r. litigiosa
- P. r. relucens